# Distrito de Rosaspata
El distrito peruano de Rosaspata es uno de los 8 distritos que conforman la Provincia de Huancané, ubicada en el Departamento de Puno en el sudeste Perú.
Desde el punto de vista jerárquico de la Iglesia católica forma parte de la Prelatura de Juli en la Arquidiócesis de Arequipa.

## Geografía
La capital del distrito se encuentra situada a 3887 m s. n. m. y a 15° 14’ 18’’ de Longitud sur; 69° 31’ 32’’ de Longitud oeste del meridiano de Greenwich.
Limita por el Norte con el Distrito de Vilquechico, por el Sur con la Provincia de Moho, por el Este con el Distrito de Cojata y la Provincia de Moho, y por el Oeste con el Distrito de Vilquechico.
Rosaspata tiene una superficie aproximada de 350km2, representa el 7.72% del total de la superficie de la provincia de Huancané y un 0.53% de la Región.

## Historia
Distrito creado en el 24 de octubre de 1876 durante el mandato presidencial de Mariano Ignacio Prado a partir de la viceparroquia de Rosaspata.
Espacio altiplánico de necesidad para el tránsito de comerciantes y ganaderos de Perú y Bolivia, cónclave para el descanso físico humano y las bestias de paso. Por los años 1864 data de un pequeño tambo en las faldas de un cerro metafóricamente de piedras rosáceas del que proviene el nombre y apegado por su expresión natural del aimara o aymará. posteriormente transitada por las milicias para el fiel cumplimiento de las leyes cuyo cuartel instalada en la localidad de Moho (Tomo N.º 9 bicentenario del Perú). El lugar de tránsito para viajeros con rumbo a ciudades como Puno, Cuzco desde el alto Perú (Bolivia, valles interandinos productores de granos y frutas)para el intercambio mediante el trueque asignaron en el camino posadas siendo Rosaspata un lugar de reposo y el mejoramiento en la elección de productos con mejor destino a los distintos destinos en viceversa magnificando socio estacionario con la instalación y formación de familias clásicas con las costumbres mismas de procedencia mercantil, se contribuye a la masificación sociocultural por excelencia pluricultural y multilingüe andina, razas poli castizas de fibras llaneras y alto andinas. La toponimia establece jerarquía especial de un lugar de agradable latitud con entradas y salidas bautizada con elegante nombre hacia los confines de su destino comercial Rosaspata llevó gran circuito comercial entre el Alto y Bajo Perú sin presedentes, es un caso especial de este pueblo que sin ser tanta infraestructura hoy tiene gran cimiento en tradiciones y costumbres que los pueblos vecinos no han soportado en explotarlos.

## Idioma
El idioma que se habla es el aimara como lengua natal y el Idioma español.

## Demografía
La población estimada en el año 2000 es de 6 102 habitantes.

## Vías de comunicación
Carreteras Afirmadas.
- Vía Vilquechico Aprox. 3:00h Juliaca Huancané Vilquechico Rosaspata.
- Vía Sicta Aprox. 2:50h Juliaca Huancané Sicta Rosaspata.
- Vía Chacalequeña Aprox. 3:30h: Juliaca Huancané Chacalequeña Rosaspata.

## Transporte
Desde Juliaca, todos los días desde las 6am a 9am (horario normal) y de 9am a 12m (en excepciones
Desde Huacané, todos los días aprox. a las 9am (viernes a partir de las 2am hasta las 8am) aprox.

## Autoridades

### Municipales
- 2019 - 2022[3]
  - Alcalde: John Eustaquio Machaca Condori, del Movimiento de Integración por el Desarrollo Regional (Mi Casita).
  - Regidores:

  1. Rogelio Mamani Mamani (Movimiento de Integración por el Desarrollo Regional (Mi Casita))
  2. León Gil Villalba (Movimiento de Integración por el Desarrollo Regional (Mi Casita))
  3. Lidia Vilca Yucra (Movimiento de Integración por el Desarrollo Regional (Mi Casita))
  4. Mary Luz Mamani Quispe (Movimiento de Integración por el Desarrollo Regional (Mi Casita))
  5. Reyna Elizabeth Chambi Vega (Frente Amplio para el Desarrollo del Pueblo)

## Festividades
- Mayo: Fiesta de la Santa Cruz.
- Agosto: 
  - 22: Virgen de la Asunción.
  - 30: Santa Rosa.